# Sučianska dolina

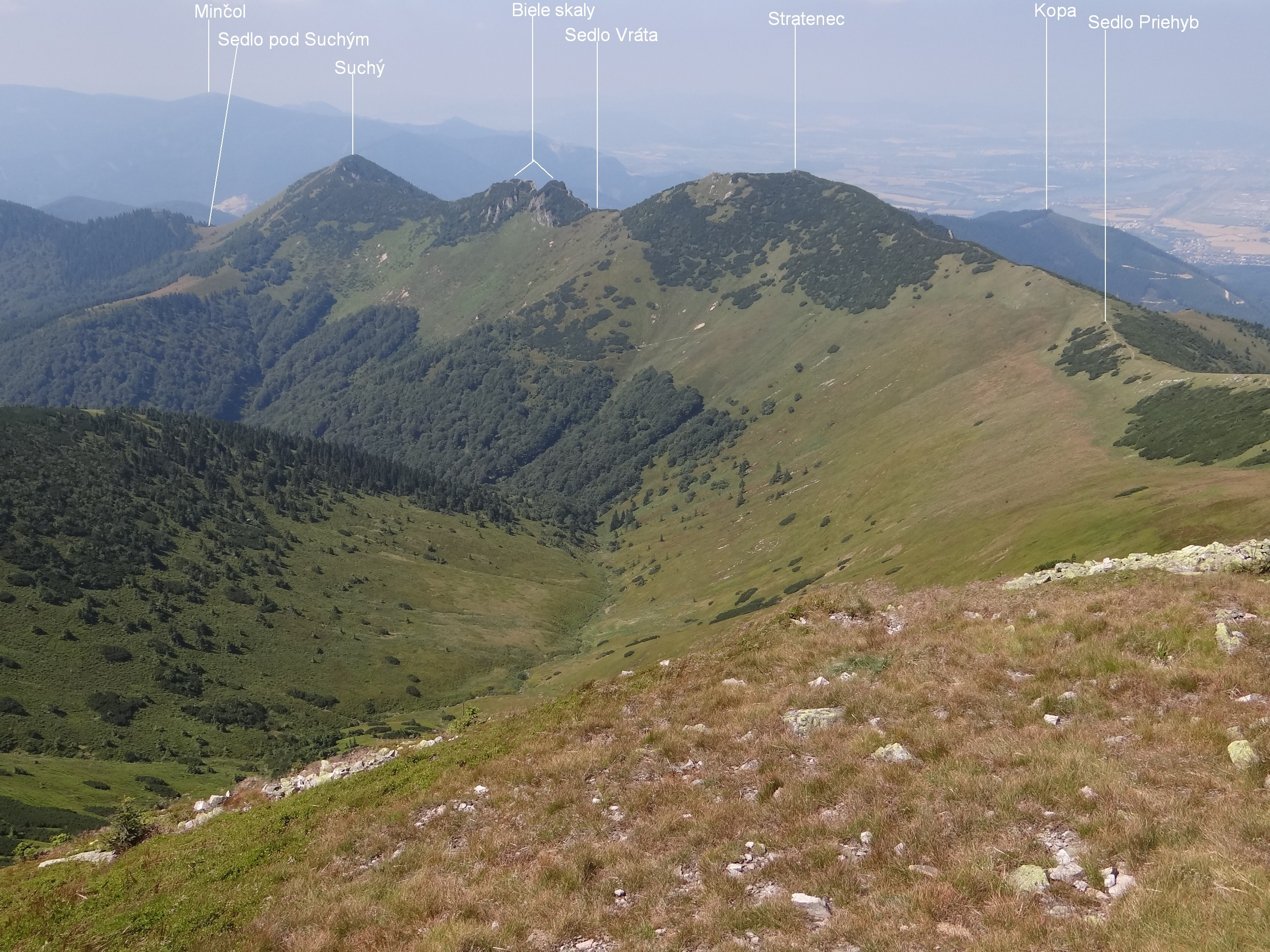
Widok z Małego Krywania na górną część doliny

Sučiańska dolina – dolina w Małej Fatrze Krywańskiej w paśmie górskim Mała Fatra w Karpatach Zachodnich na Słowacji.  Ma wylot w miejscowości Sučany na wysokości około 500 m n.p.m., górą podchodzi pod główną grań Krywańskiej Fatry, na odcinku od Małego Krywania (1671 m) po szczyt Suchý (1468 m). Najwyższe szczyty w otoczeniu doliny wznoszą się więc ponad jej wylotem około 1170 m. Jest doliną walną. Jej orograficznie prawe zbocza tworzy południowy grzbiet Suchego, który poprzez Kľačianską Magurę oraz szczyty Vinické i Jarolím opada do doliny Wagu w miejscowości Turčianske Kľačany, zbocza lewe tworzy południowy grzbiet Małego Krywania ze szczytami Meškalka, Ostredok i Veľká Kráľová. W górnej części  od Sučiańskiej dolina odgałęzia się nieco kręta odnoga – dolina Pod Čiernym kameňom, oddzielone krótkim grzbietem z wierzchołkiem Čierťaž. Dnem doliny spływa Biely potok.
Sučiańska dolina jest turystycznie niedostępna. Znajduje się niemal w całości w obrębie Parku Narodowego Mala Fatra, a część górnych zboczy to obszar ochrony ścisłej – rezerwat przyrody  Kľačianska Magura. Jest zalesiona, ale znajdują się w niej liczne polany będące pozostałością dawnego pasterstwa. Trawiaste obszary będące pozostałością tego pasterstwa rozciągają się jeszcze w najwyższej części doliny na południowych stokach głównej grani. Stokami doliny, zwłaszcza dolnymi, prowadzi kilka dróg leśnych. U wylotu doliny znajduje się poligon (Vojenna strelnica Sučany), na którym przestrzeliwane są działka produkowane w pobliskich zakładach broni w miejscowości Martin.